# Frątczak
Frątczak (forma żeńska: Frątczak; liczba mnoga: Frątczakowie, potocznie lub gwarowo Frątczaki) – W Polsce są 6653 osoby o nazwisku Frątczak.
Nazwisko pochodzi od słowa frant; etym. - od czes. imienia własnego František, zdr. Franta, przeniesionego na lisa.

## Nazwisko Frątczak w miastach i powiatach
- Najwięcej zameldowanych jest w m. Łódź, a dokładnie 794. (najpopularniejsze)
- Zgierz (364)
- Koło (359)
- Turek (290)
- Łęczyca (255)
- Zduńska Wola (210)
- m. Kalisz (203)
- Konin (190)
- Sieradz (183)
- Kutno (160)

## Osoby noszące nazwisko Frątczak
- Kazimierz Frątczak (ur. 1933) – polski polityk
- Wojciech Frątczak (ur. 1949, Księża Wólka) – polski duchowny katolicki, historyk, profesor Wyższego Seminarium Duchownego
- Krzysztof Frątczak (ur. 1953) – polski polityk
- Paweł Frątczak (ur. 1960) – polski strażak
- Kamila Frątczak (ur. 1979, Turek) – polska siatkarka